# Jigsaw (phần mềm tống tiền)
Jigsaw là một phần mềm mã độc tống tiền xuất hiện vào năm 2016. Ban đầu phần mềm có tên "BitcoinBlackmailer", nhưng sau đó nó đã được gọi là "Jigsaw" do có hình ảnh của nhân vật Billy the Puppet từ loạt phim Saw. Phần mềm này sẽ mã hóa các tệp máy tính và dần dần xóa chúng, yêu cầu nạn nhân phải trả một số tiền chuộc để giải mã các tệp và dừng xóa.

## Lịch sử
Jigsaw được thiết kế vào tháng 4 năm 2016 và phát hành một tuần sau khi ra đời. Phần mềm được thiết kế để phát tán qua các tệp đính kèm độc hại trong email spam. Jigsaw sẽ được kích hoạt nếu người dùng tải xuống chương trình chứa phần mềm độc hại. Sau khi mã hóa tất cả các tệp người dùng và bản ghi khởi động chính (Master Boot Record), một cửa sổ với hình nhân vật Billy The Puppet sẽ bật lên kèm dòng chữ tống tiền theo phong cách của nhân vật Jigsaw. Nội dung của thông điệp yêu cầu người dùng phải chuyển một số tiền Bitcoin nhất định để đổi lấy việc giải mã các tập tin. Nếu tiền chuộc không được thanh toán trong vòng một giờ, một tệp sẽ bị xóa. Điều này tiếp tục tái diễn trong mỗi giờ tiếp theo nếu không trả tiền chuộc, với số lượng tệp bị xóa tăng theo cấp số nhân từ vài trăm đến hàng nghìn tệp cho đến khi tất cả bị xóa sau 72 giờ. Bất kỳ nỗ lực nào để khởi động lại máy tính hoặc ngăn cản quá trình sẽ dẫn đến việc 1.000 tệp bị xóa. Một phiên bản nâng cấp hơn cũng đe dọa nạn nhân bằng việc tung thông tin cá nhân của họ lên Internet.
Jigsaw khi kích hoạt thường trông giống như tệp Firefox hoặc Dropbox trong trình quản lý tác vụ. Vì Jigsaw lưu trữ khóa giải mã tĩnh trong tệp nhị phân, chúng có thể được trích xuất từ tệp nhị phân bằng trình chỉnh sửa hex hoặc trình dịch ngược .NET để xóa mã hóa mà không phải trả tiền chuộc.

## Tiếp nhận
Nói về phần mềm này, trang The Register nhận định: "Việc sử dụng các hình ảnh và nội dung trong phim kinh dị để gây ra sự khốn khổ cho nạn nhân đã tiến đến một mức độ mới". Vào năm 2017, Jigsaw được liệt kê vào trong số 60 mã độc tống tiền sử dụng các thủ thuật lẩn tránh phần mềm diệt virus trong khi khởi động.